# Łukasz Moneta
Łukasz Moneta (Racibórz, 13 maggio 1994) è un calciatore polacco, centrocampista del Ruch Chorzów.

## Carriera

### Club
Ha sempre giocato nel campionato polacco.

### Nazionale
Con la maglia della nazionale Under-21 è stato convocato per gli Europei di categoria nel 2017, riuscendo a segnare una rete nell'incontro pareggiato 2-2 contro i pari età della Svezia.